# PSR B1829-10
PSR B1829-10 (parfois abrégé PSR 1829-10 dans l'ancienne nomenclature) est un pulsar se situant à approximativement 30 000 années-lumière dans la constellation de l'Écu de Sobieski.

## Détection erronée d'une planète
Ce pulsar est connu pour avoir été l'objet d'une méprise concernant la détection d'une planète extrasolaire qui orbiterait autour de lui.
Andrew G. Lyne, de l'Université de Manchester, et Bailes annoncèrent en juillet 1991 avoir trouvé « une planète orbitant le pulsar PSR1829-10 », mais en 1992 furent démentis. Ils n'avaient en fait pas pris en compte l'ellipticité de l'orbite terrestre, et les perturbations induites les ont amenés à conclure incorrectement qu'une planète, sur une orbite d'une période curieusement très proche de la moitié d'une année terrestre, existait autour du pulsar.
C'était une des premières annonces d'une planète extrasolaire, elle surprit par la nature inattendue du système qui était un système à pulsar. Son démenti en 1992 apporta un doute accru sur l'annonce (la même année) de la découverte du même type de planètes « exotiques », les planètes de pulsar, autour de PSR B1257+12, mais cette deuxième découverte fut elle confirmée.